# Krateraspis sselivanovi
Krateraspis sselivanovi är en mångfotingart som beskrevs av Titova 1975. Krateraspis sselivanovi ingår i släktet Krateraspis och familjen storhuvudjordkrypare.
Artens utbredningsområde är Afghanistan. Inga underarter finns listade i Catalogue of Life.